# Frisbee (álbum de Caramelos de Cianuro)
Frisbee es el cuarto álbum de estudio de la banda venezolana de rock alternativo Caramelos de Cianuro. Este disco, que tiene un estilo punk pop mucho más marcado que los anteriores de la banda, comprende 11 canciones, que son las siguientes:

## Lista de canciones
| N.º | Título            | Duración |  |
| 1.  | «Sanitarios»      | 3:36     |  |
| 2.  | «El Mar»          | 3:00     |  |
| 3.  | «Retrovisor»      | 3:41     |  |
| 4.  | «Las Notas»       | 2:59     |  |
| 5.  | «El Último Polvo» | 5:18     |  |
| 6.  | «Surfer Girl»     | 3:26     |  |
| 7.  | «La Terraza»      | 3:20     |  |
| 8.  | «Dolor y Pasión»  | 3:18     |  |
| 9.  | «Incertidumbre»   | 3:03     |  |
| 10. | «Ojos Halógenos»  | 3:06     |  |
| 11. | «Al Comienzo»     | 5:35     |  |

Las canciones que más destacaron de este álbum fueron Retrovisor, Las notas, La terraza, El mar, Surfer Girl, El último polvo y Sanitarios. Los dos últimos temas tuvieron sus vídeos respectivos, y fueron de los más pedidos en la señal de MTV Latinoamérica (sobre todo El último polvo). En su conjunto, todo el álbum hizo que la banda se popularizara mucho más en América Latina y España.
- Datos: Q5869674